# Pijale
Piali pasa (c. 1515–1578. január 21.) az Oszmán Birodalom kapudán pasája volt 1553 és 1567 között. 1568-tól vezírré nevezték ki. Gyerekkorában a mai Horvátországhoz tartozó Viganj településről rabolták el a törökök a mohácsi csata után. Tanulmányait a konstantinápolyi birodalmi akadémián végezte, majd Gallipoli tartományi vezetőjének nevezte ki.

## Haditengerész pályafutása
Harminckilenc évesen az oszmán flotta admirálisának nevezték ki. 1554-ben – Turgut reisz segítségével – elfoglalta Elbát és Korzikát. Egy évvel később I. Szulejmán oszmán szultán azzal bízta meg, hogy segítse Franciaország háborúját Spanyolország ellen. Flottájával június 26-án hajózott ki, és Piombinónál találkozott a francia hajóhaddal. Együtt visszaverték a spanyolokat, és több erősségüket is elfoglalták a Földközi-tenger partvidékén.
1558 júniusában Turguttal a Messinai-szorosba hajózott, és elfoglalták Calabriát. Ezután elfoglalták a Lipari-szigetek több tagját, majd partra szálltak Amalfiban. Megszállták Sorrentót is. Később partra szálltak a toszkánai Torre del Grecóban. 1558-ban Piali flottája elfoglalta Menorcát.
1560. március 12-én az egyesült keresztény hajóhad elfoglalta a stratégiai fontosságú Dzserbát. Piali hajóhada május 11-én a dzserbai csatában megsemmisítette a keresztény flottát, majd elfoglalta a szigeten emelt erődöt. Hazaérkezése után feleségül vette Szulejmán fia, Szelim lányát. 1563-ban a franciák számára elfoglalta Nápolyt és a környező erődöket.
1565-ben Paili pasa irányította a Málta meghódítására indított flottát. Egy évvel később elfoglalta a görög Híosz szigetét, és ezzel véget vetett a genovaiak jelenlétének az Égei-tengeren. Később partra szállt Apuliában, és fontos erődöket foglalt el. 1568-ban vezírré nevezték ki, és ezzel ő lett az első admirális, aki erre a rangra jutott. 1570-ben ő irányította a Ciprust elfoglaló hajóhadat.
A lepantói csata után ismét átvette a flotta irányítását. Kevesebb mint egy év alatt a birodalom felállította új hajóhadát, és visszafoglalta Tunéziát Spanyolországtól. Piali pasa utolsó küldetéseként partra szállt Pugliában. 1578. január 21-én halt meg, és az általa építtetett konstantinápolyi mecsetben temették el, amelyet Szinán tervezett.

## Fordítás
- Ez a szócikk részben vagy egészben  a   Piali Pasha című angol Wikipédia-szócikk ezen változatának fordításán alapul.  Az eredeti cikk szerkesztőit annak laptörténete sorolja fel. Ez a jelzés csupán a megfogalmazás eredetét és a szerzői jogokat jelzi, nem szolgál a cikkben szereplő információk forrásmegjelöléseként.